# Портрет композитора Дарка Краљића
„Портрет композитора Дарка Краљића” је југословенски ТВ филм из 1978. године. Режирао га је Дејан Ћорковић а сценарио је написао Момо Капор.

## Улоге
| Глумац          | Улога   |
| --------------- | ------- |
| Арсен Дедић     | Лично   |
| Бети Ђорђевић   | Лично   |
| Момо Капор      | Наратор |
| Дарко Краљић    | Лично   |
| Лео Мартин      | Лично   |
| Габи Новак      | Лично   |
| Злата Петковић  | Лично   |
| Боба Стефановић | Лично   |
| Радојка Шверко  | Лично   |